# Общество любителей российской учёности
Общество любителей российской учёности было учреждено при Московском университете в 1789 году по инициативе куратора И. И. Мелиссино.
25 мая и 16 июня 1789 года были проведены два подготовительных заседания общества, на которых были избраны члены общества и утверждён его Устав, подготовленный Мелиссино. Согласно Уставу, при Московском университете должно возникнуть «такое общество, которое бы подходило к прочим учёным обществам, заведённым при чужестранных европейских университетах».
Общество любителей российской учёности открывалось с целью «споспешествовать распространению наук в России и влиянию их на всеобщее просвещение», стимулировать переводы на русский язык «лучших новейших и древних сочинений», «классических учебных книг во всяком роде, сообразуясь цели воспитания юношества». Общество должно было находиться в теснейшей связи с университетом, заседать в его помещении, а все его члены могли в качестве почётных членов входить в Собрание университетских питомцев.
2 июля 1789 года общество провело торжественное собрание в стенах Московского университета. В члены общества были приняты московский градоначальник П. Д. Еропкин, митрополит Платон (Левшин), многие профессора университета. Должность бессменного председателя общества занял Мелиссино, председателем, сменявшемся ежегодно был выбран профессор А. А. Барсов, секретарём — Х. А. Чеботарёв.
Учреждение общества имело преемственную связь с деятельностью Вольного российского собрания, но обладало гораздо более широкой научной программой и должно было стать первым в России университетским учёным обществом, разрабатывающим все основные отрасли естественных и гуманитарных наук. Многое в его Уставе было полемически направлено против практики Дружеского учёного общества, в частности отвергались «все поводы к суетным и бесполезным каким-либо мистическим или таинственным умствованиям».
Об открытии общества неоднократно официально объявлялось в издававшейся в то время газете «Московские ведомости». Несмотря, однако, на всю благонамеренность нового Общества, оно не было одобрено Екатериной II и прекратило начавшуюся было свою деятельность.